# コルキット郡 (ジョージア州)
座標: 北緯31度11分 西経83度46分 / 北緯31.183度 西経83.767度
コルキット郡（コルキットぐん、英: Colquitt County）は、アメリカ合衆国のジョージア州にある郡。人口は4万5898人（2020年）。郡庁所在地はムールトリー (Moultrie)である。
1856年2月25日に設立され、連邦上院議員を務めたウォルター・テリー・コルキットにちなみ名づけられた。

## 地理
国勢調査局によると、この郡の総面積は1441平方キロ（557平方マイル）で、うち1430平方キロ（552平方マイル）が陸地、総面積の0.77%にあたる11平方キロ（4平方マイル）が水域となっている。
湖沼
- アダムズ湖 (Adams Lake)
- 北ビートルズ湖 (Beatles Lake North)
- ビートルズ湖 (Beatles Lake)
- ブルワー湖 (Brewer Lake)
- カーディン湖 (Cardin Lake)
- コブ湖 (Cobb Lake)
- コルキット・カウンティ湖 (Colquitt County Lake)
- デモット湖 (Demott Lake)
- ギルズ貯水池 (Giles Millpond)
- グレイ湖 (Gray Lake)
- ホール湖 (Hall Lake)
- インディアン湖 (Indian Lake)
- リンゼイ湖 (Lindsey Lake)
- ルークス沼 (Lukes Pond)
- ミムズ貯水池 (Mims Millpond)
- モス湖 (Moss Lake)
- マーフィー湖 (Lake Murphy)
- ローウェル湖 (Rowell Lake)
- サンダーズ湖 (Sanders Lake)
- セルズ湖 (Sells Lake)
- スミス湖 (Smith Lake)
- サンセット湖 (Sunset Lake)
- ビッカーズ湖 (Vickers Lake)
- ウィリス湖 (Willis Lake)

幹線道路
- 国道319号線
- 州道33号線
- 州道35号線
- 州道37号線
- 州道111号線
- 州道133号線
- 州道202号線
- 州道256号線
- 州道270号線

隣接する郡
- ティフト郡（北東）
- クック郡（東）
- ブルックス郡（南東）
- トーマス郡（南西）
- ミッチェル郡（西）
- ワース郡（北西）

## 人口動態
2000年の国勢調査時点で、この郡には4万2053人、1万5495世帯、1万1063家族が暮らしている。人口密度は1平方キロあたり29人で、平方マイルに換算すると76人となる。住居数は1万7554軒で、1平方キロに平均12軒（1平方マイルあたりでは32軒）が建っていることになる。住民のうち白人は67.78%、アフリカ系は23.47%、ネイティブ・アメリカンは0.29%、アジア系は0.25%、太平洋諸島系は0.04%、その他の人種は7.05%、混血は1.12%、ヒスパニック（ラテン系）は10.83%を占める。

2000年国勢調査の結果をもとに作成した郡の人口ピラミッド

1万5495世帯のうち34.6%は18歳未満の子どもと暮らしており、51.0%は夫婦で生活している。15.5%は未婚の女性が世帯主であり、28.6%は家族以外の住人と同居している。24.9%が独り身世帯で、11.2%を独居老人の世帯が占める。1世帯あたりの平均構成人数は2.63人、家庭の平均構成人数は3.12人である。
住民のうち27.4%が18歳未満の未成年、10.3%が18歳以上24歳以下、28.0%が25歳以上44歳以下、21.4%が45歳以上64歳以下、12.9%が65歳以上となっており、平均年齢は34歳である。女性100人に対して男性が98.1人いる一方、18歳以上の女性100人に対しては95.5人いる。
一世帯あたりの平均収入は2万8539米ドル、家族ごとでは3万4792米ドルである。男性の平均収入は2万6588米ドル、女性の平均収入は2万155米ドルで、労働者でない人々も含めた住民一人当たりの収入は1万4457米ドルとなる。総人口の19.8%、家族の16.1%、18歳未満の子どもの25.7%、および65歳以上の高齢者の19.6%は貧困線以下の収入で生計を立てている。

### 2008年の推計
2008年の国勢調査局の推計では、郡の住民の75.3%が白人、22.9%がアフリカ系、16.0%がラティーノであった。

## 都市および町
- バーリン (en:Berlin, Georgia)
- ドゥールン (en:Doerun, Georgia)
- エレントン (en:Ellenton, Georgia)
- ファンストン (en:Funston, Georgia)
- ムールトリー (en:Moultrie, Georgia)
- ノーマンパーク (en:Norman Park, Georgia)
- リバーサイド (en:Riverside, Georgia)